# Sporthèque
La Sporthèque est un centre sportif situé dans la ville de Gatineau, dans la région de l'Outaouais au Québec. Il est ouvert en 1981.

## Historique
La Sporthèque est ouverte en 1981, par Tim Lake, qui cherche à répondre au fort engouement qui se développe pour le sport à partir de la fin des années 1970 dans la région de l'Outaouais.
Initialement, le complexe ne compte que quelques terrains de tennis et un gymnase de petite taille. Il s'agrandit progressivement pour atteindre une superficie de 90 000 pieds carrés (environ 8 360 m2), avec l'ajout de salles dédiées au CrossFit et d'une piscine. 
La Sporthèque emploie environ 150 personnes et est possédée par Élaine Dupras. 